# 加拿大外交

与加拿大有外交关系的国家。

加拿大外交是加拿大与其他政府和国家的关系。加拿大在国际事务中的作用而被公认为中等强国，并倾向寻求多边解决方案。 加拿大奉行基于国际维和与安全的外交政策  ，加拿大在 20 世纪的维和作用对其全球形象发挥了重要作用  ，並積極為有需要國家提供人道援助。 
加拿大对大英帝国的强烈依恋导致英国在第二次布尔战争（1899-1902）、第一次世界大战（1914-1918）和第二次世界大战（1939-1945）中的主要军事行动。 从那时起，加拿大一直倡导多边主义，努力与其他国家合作解决全球问题。  冷战期间，加拿大是朝鲜战争中联合国部队的主要贡献者，并与美国合作成立了北美防空司令部（NORAD）以防御来自苏联的潜在空袭威脅。 
加拿大和美国拥有世界上最长的不设防边界，在军事行动和演习方面进行合作，并且互为最大的贸易伙伴。  然而，加拿大有著独立的外交政策， 如即使在1959年古巴共產黨奪權後仍然与古巴保持全面关系，拒绝参加越戰和2003年伊拉克戰爭。 加拿大通过加入英联邦和法語國家及地區國際組織，与英国和法国以及其他前英国和法国殖民地保持着历史联系。 加拿大以它在二战期间对荷兰解放的贡献及以与荷兰的积极关系而著称。 
加拿大是联合国的创始成员国之一，亦為世界贸易组织、 G20和经济合作与发展组织 (OECD) 的成员。 加拿大于 1976 年加入《公民权利和政治权利国际公约》 ，並于 1990 年加入美洲国家组织 (OAS)，2000年為美洲国家组织大会之主辦國，次年亦主辦第三届美洲峰会。 加拿大正寻求通过加入亚太经济合作论坛（APEC），以加强与环太平洋经济体的联系。 

## 行政事務
1982 年，随着对外事务和国际贸易部的成立，增加了贸易责任。 1995年更名为外交与国际贸易部。
加拿大经常通过建立國際聯盟和国际组织以及众多联邦机构的工作来执行其外交政策。 在加拿大外交政策的支持下，各个部门和机构开展自己的国际关系。例如，加拿大军队和国防部开展国防外交以支持国家利益，包括通过部署加拿大国防武官， 参与双边和多边军事论坛（例如，美国合作体系空军）、舰船和飞机访问、军事训练与合作、 以及其他此类外聯和建立关系的努力。

## 對外援助

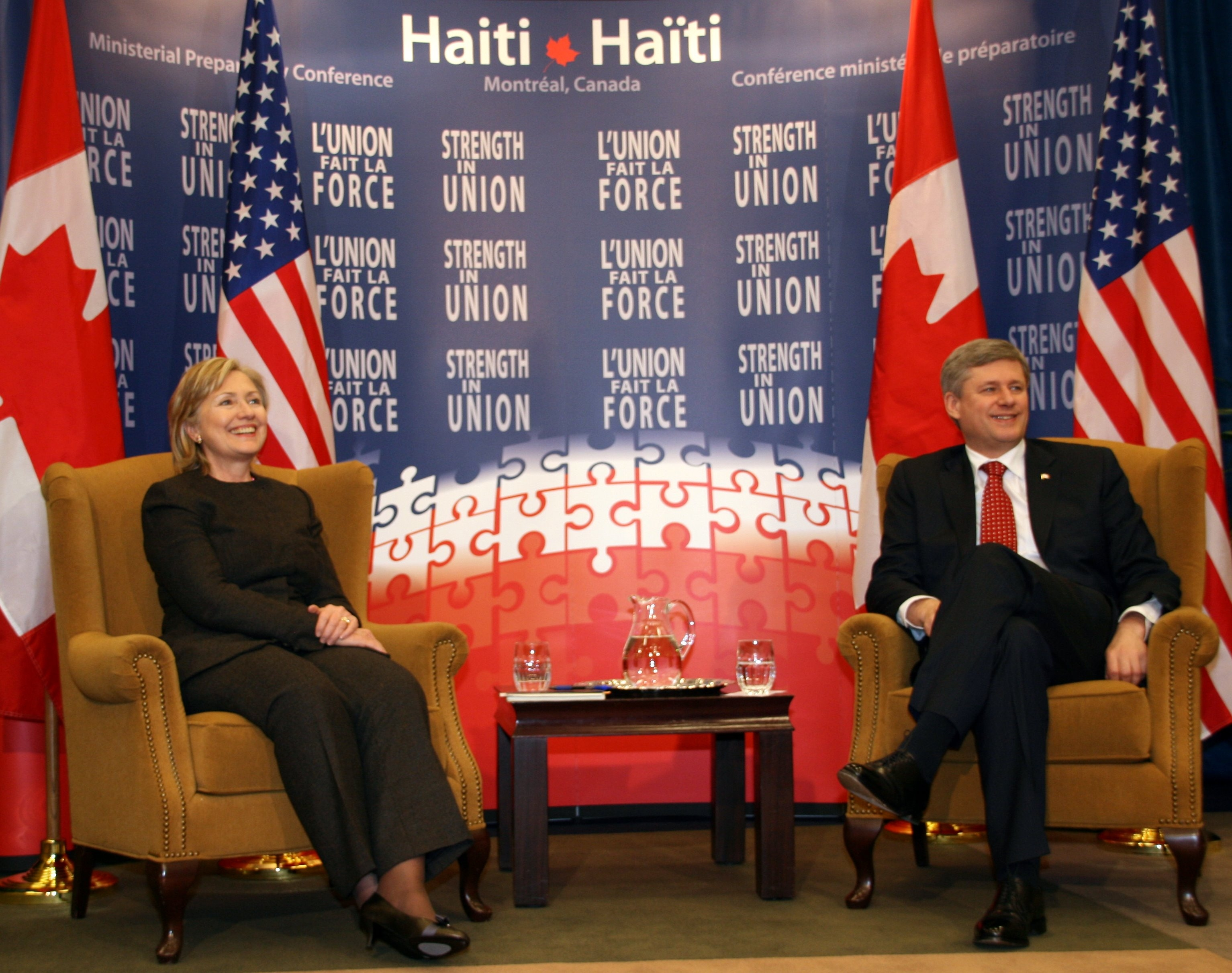
2010 年 1 月 25 日，加拿大前总理斯蒂芬·哈珀和美国国务卿希拉里·克林顿在蒙特利爾的海地部长级筹备会议上就海地地震救灾发表讲话

加拿大的对外援助曾經由加拿大国际开发署負責， 2013 年 3 月 CIDA 并入 DFAIT 后不复存在，创建了 DFATD。 加拿大政府对实现千年发展目标非常重视，同時積極就外國的人道主義危機提供援助。而近年外国援助资金集中在一些被确定为加拿大政策安全风险的国家，如2004-2005年間阿富汗和伊拉克是加拿大官方发展援助的最大受援国。加拿大强調对安全和工业发展的结构性，且通常不考虑全球健康和国际社会和经济不平等。 根据经合组织的数据，2019 年加拿大的官方发展援助增加了 0.5%，达到 47 亿美元。 
尽管加拿大的对外援助政策旨在与千年发展目标相一致，但随着新政策的发展，其对人类安全的关注逐渐转移。该国提供的对外援助变得不那么“以人为本”，也不再与健康相关。加拿大在人类安全方面的贡献相当不一致，这表明该国多年来建立的声誉实际上超过了该国的实际记录。 

### 各省的對外事務
加拿大實行聯邦制，憲法規定各省擁有部分對外事務上的行政自由，各省可在其他省份或國外設立代表處。
1886 年，魁北克省委任第一位驻法国代表，1948 年起艾伯塔省開始在海外设有代表，包括伦敦阿尔伯塔大厦（位於希爾街37號）及不列颠哥伦比亚省，並在华盛顿设有准外交办事处，為其他省份沒有的。 到 1984 年，魁北克在10个国家设有办事处（包括中國大陸及香港），美国有8个，在加拿大其他省份有3个；而安大略7个国家設13个代表团。 魁北克和新不伦瑞克都是法语国家组织的成员，独立于联邦代表团，這種做法為眾法語組織國家之中僅有的。
以法语為法定官方語言的魁北克省和新不伦瑞克省是法语国家组织的成员，而安大略省已宣布有意加入。 魁北克一直在追求自己的外交关系，尤其是与法国的关系。艾伯塔省于 2005 年 3 月在华盛顿特区开设了办事处，以游说美国政府，主要是为了重新开放边境以进口加拿大牛肉。2007年，魁北克省省长让·夏雷斯特提议与欧盟签订自由贸易协定。
除了魁北克，各省的對外事務都没有削弱联邦政府处理外交事务的能力。 

## 双边关系

### 军备控制

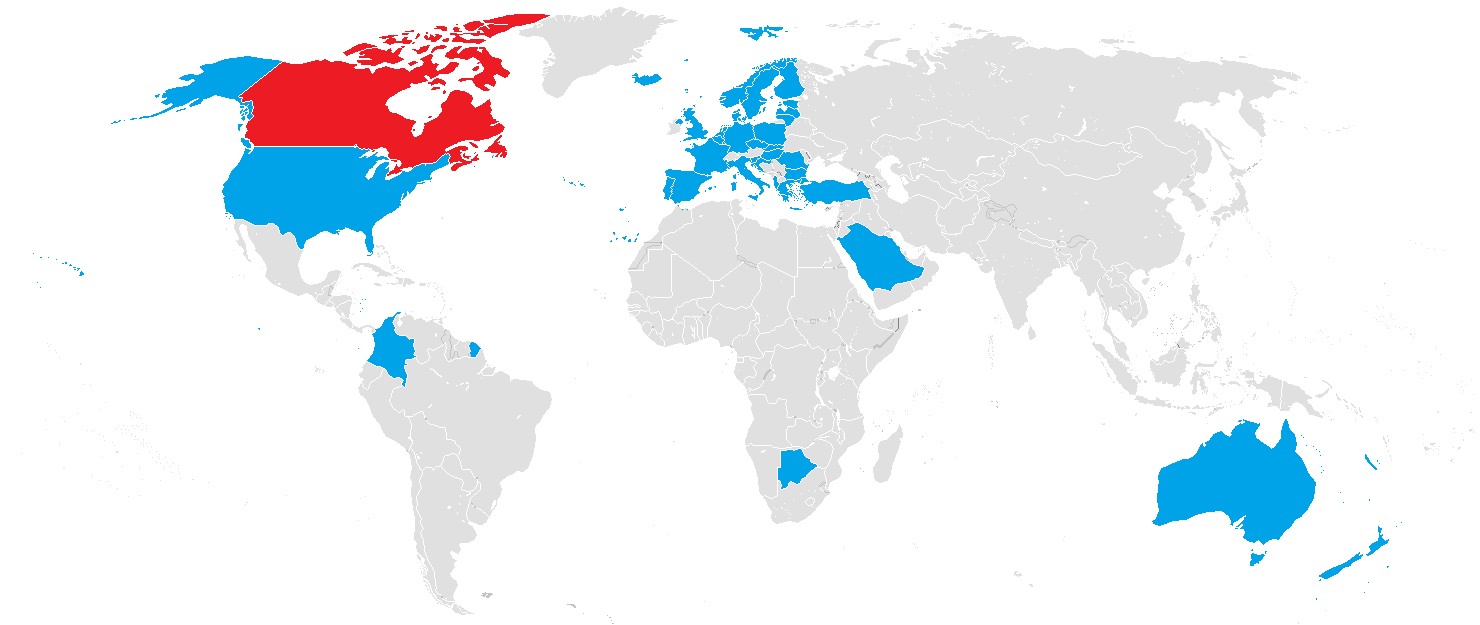
加拿大自动枪支国家管制清单上的国家

加拿大政府关于武器系统出口管制的指南由加拿大外交和国际贸易部发布。   截至 2014 年批准的出口国家清单包括：阿尔巴尼亚、澳大利亚、比利时、博茨瓦纳、保加利亚、哥伦比亚、克罗地亚、捷克共和国、丹麦、爱沙尼亚、芬兰、法国、德国、希腊、匈牙利、冰岛、意大利、拉脱维亚、立陶宛、卢森堡、荷兰、新西兰、挪威、波兰、葡萄牙、罗马尼亚、沙特阿拉伯、斯洛伐克、斯洛文尼亚、西班牙、瑞典、土耳其、英国和美国。

## 多边主义

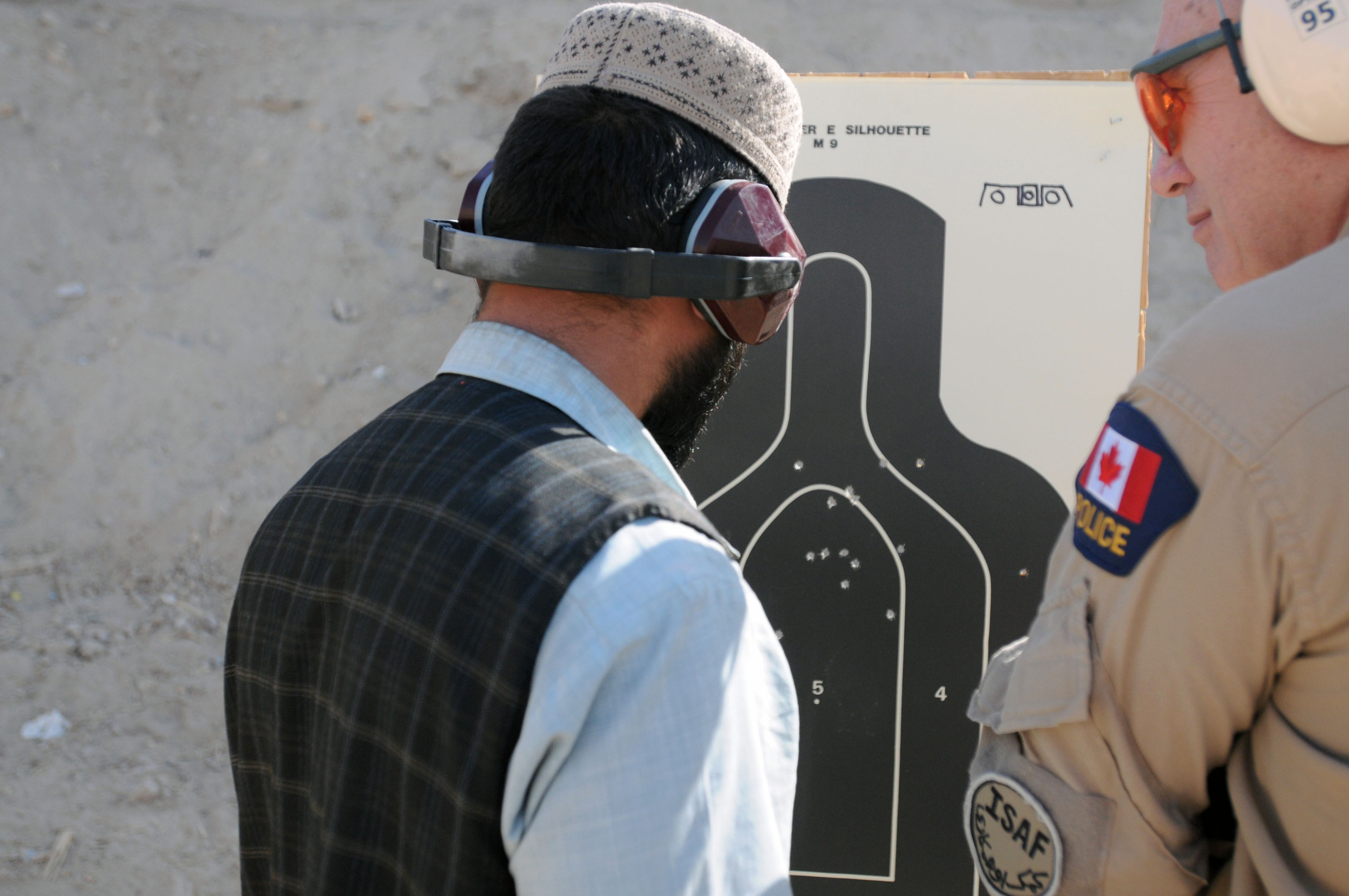
12 月 3 日，阿富汗国家警察(ANP) 在 9 毫米的熟悉范围内停火后，加拿大皇家骑警兼领导和管理课程讲师 Lorant Haged 警员观察目标。. ANP 正在参加为期六个月的领导和管理课程，他们还将参加刑事调查课程、领导和管理课程以及法治。学校的目的是教授 ANP 官员和领导者进行高级培训，帮助他们更有效地管理警察分局。

加拿大一直奉行多边主义，且為世界领先的维和部队之一，在联合国授权下向世界各地派遣參與維和部隊的士兵。 加拿大前外交部长和随后的总理莱斯特·皮尔森 因其对现代国际维和的贡献而备受赞誉，并因此获得了 1957 年的诺贝尔和平奖。 加拿大致力于裁军，並為1997 年渥太华條約的起草國，該條約禁止使用、储存、生产和转让杀伤人员地雷。 
在上世纪，加拿大努力向世界其他地区伸出援手，将自己提升为一个能够与大小国家合作的“中等强国”。这在苏伊士危机期间得到了证明，当时莱斯特 B. 皮尔逊通过提出维持和平努力和成立联合国维持和平部队来缓和紧张局势。本着这种精神，加拿大发展并努力保持在联合国维和行动中的领导作用。 
长期以来，加拿大一直不愿参加未经联合国批准的军事行动，例如越南战争或2003 年入侵伊拉克，但确实参加了第一次海湾战争、阿富汗和利比亚等受制裁的行动。它与北约和美洲国家组织盟国分别参加了科索沃冲突和海地冲突。
尽管加拿大作为一个自由民主国家拥有接受联合国《世界人权宣言》价值观的记录，尽管加拿大政府确实支持联合国改革，以加强联合国的效率和效力，但加拿大并未参与任何联合国安理会改革的重大计划。 
加拿大在魁北克市主办了第三届美洲峰会。
加拿大正致力于在世界各地建立军事基地  ，在 90 年代后期，加拿大积极提倡人类安全的概念，作为对外援助的常规做法的替代方案。然而，通过将“三个 D”（国防、外交和发展；Defence, Diplomacy, Development）作为加拿大外交政策的根本基础，然后以更符合军事安全和贸易利益的方式实施，加拿大成功地与对外援助的人道主义目标。 在哈珀政府的领导下，加拿大在全球的軍事影響力得到擴展。 

### 加拿大與其他美洲國家的关系
加拿大于 1990 年加入美洲国家组织 (OAS)，并一直是积极的成员，于 2000 年 6 月在安大略省温莎主办美洲国家组织大会。

#### 加拿大與加勒比海國家的关系
许多加勒比共同体国家将加拿大视为重要的合作伙伴。 加拿大人，尤其是加拿大银行和公用事业公司在前英属西印度群岛殖民地的发展中发挥着重要的经济作用。改善贸易的努力包括缔结自由贸易协定以取代 1986 年双边加勒比协定的想法。在不同时期，尽管没有加勒比国家实施这样的提议，一些加勒比国家也曾經考虑加入加拿大联邦作为新的省份或地区。實際上，许多加勒比国家也屬於英联邦成員國。

#### 加拿大与拉丁美洲的关系
近年来，加拿大领导人对拉丁美洲越来越感兴趣。 自 1953 年 1 月以来，加拿大与委内瑞拉建立了外交关系，这种关系基于共同的商业利益，特别是在技术、石油和天然气工业、电信等领域。但加拿大与巴西之间存在持续的贸易争端。 
1985年，加拿大议会通过了一项法案，成立了加拿大亚太基金会，一个专注于加拿大-亚洲关系的智囊团，以加强加拿大-亚洲关系。加拿大还寻求通过加入亚太经济合作论坛（APEC）来扩大与环太平洋经济体的联系。

### 加拿大與英联邦國家的關係
加拿大与英国和其他英联邦国家保持着密切的联系，加拿大与这些国家有着密切的历史联系并共享君主制。它也仍然是英联邦的成员。
加拿大积极参与欧洲安全与合作组织（欧安组织）的讨论。

### 国际组织

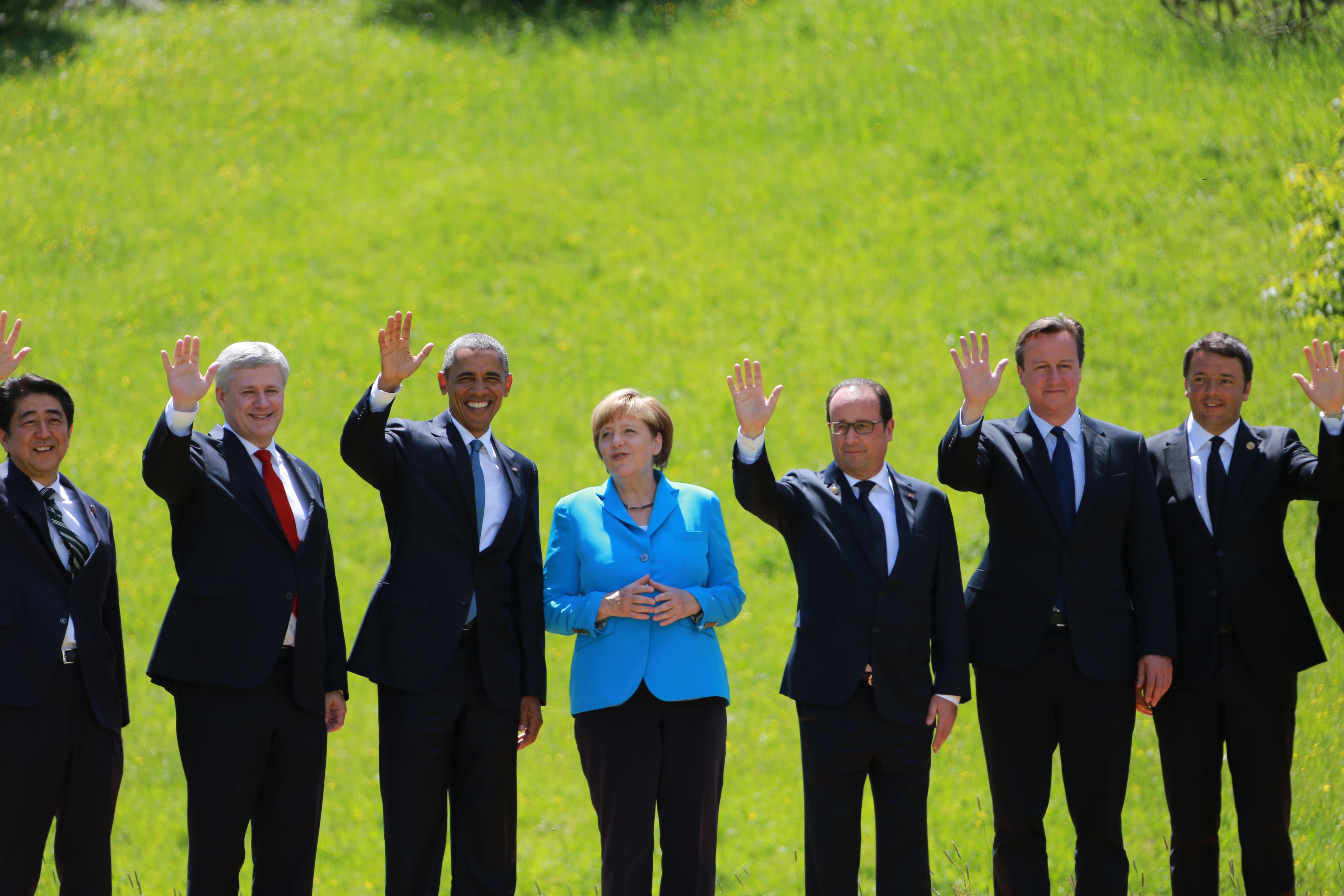
加拿大前总理斯蒂芬哈珀与安倍晋三、巴拉克奥巴马、安吉拉默克尔、弗朗索瓦奥朗德、大卫卡梅伦和马泰奥伦齐在德国巴伐利亚举行的2015 年 G7 峰会上。

## 领土和边界争端

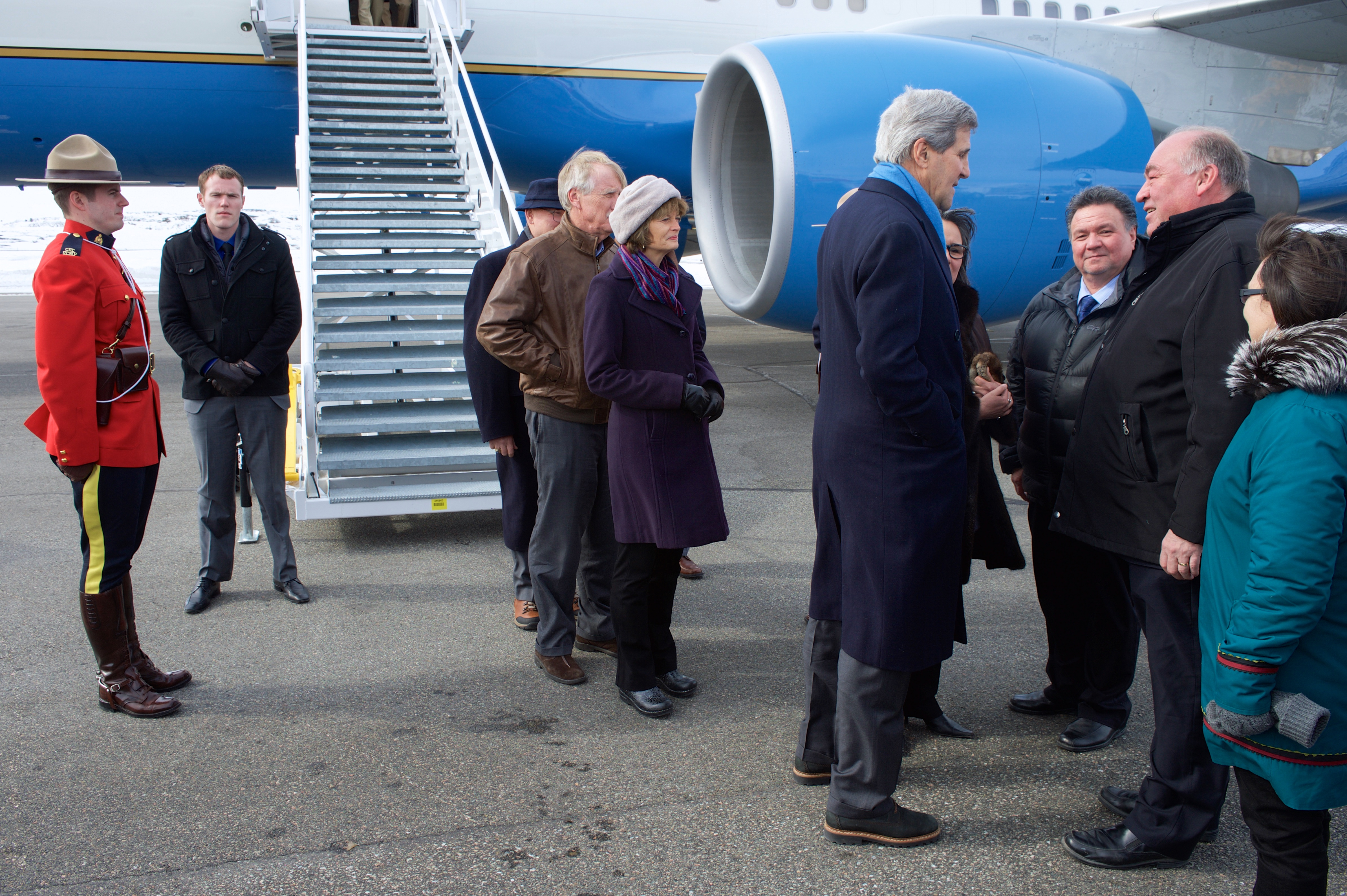
克里国务卿在加拿大伊魁特与北极理事会主席 Leona Aglukkaq、努纳武特地区省长 Peter Taptuna 和西北地区省长 Robert McLeod 交谈

多年来，加拿大和美国就两国之间的边界进行了谈判，上一次重大协议发生在 1984 年，当时国际法院就缅因湾的海上边界作出裁决。同样，加拿大和法国此前曾对圣皮埃尔岛和密克隆岛周围的海上边界提出争议，但接受了 1992 年国际仲裁法院的裁决。
剩余的争端包括与美国的有管理的海上边界争端（迪克森入口、博福特海、胡安德富卡海峡、马基亚斯海豹岛）。

### 北极争端

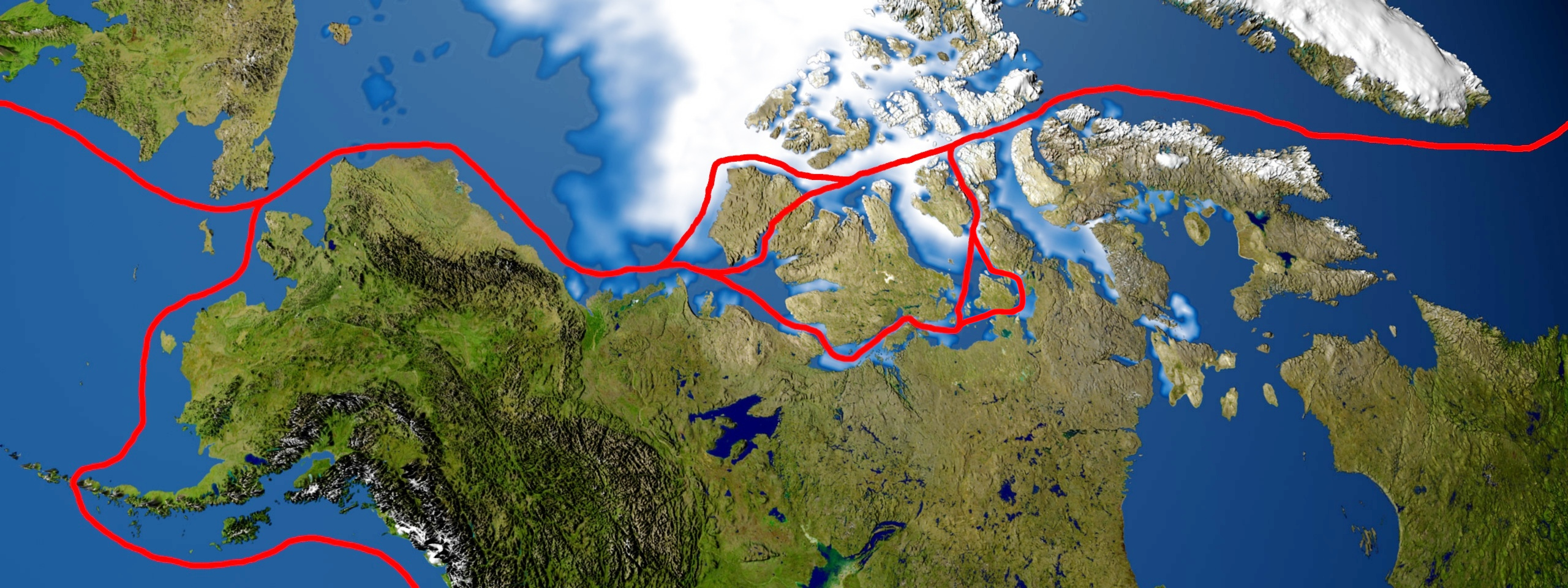
西北航道路线

加拿大和美国之间酝酿已久的争端包括加拿大对西北航道（北极海道）的主权问题。 加拿大关于西北航道屬於內水的说法受到了其他国家的挑战。美国在 1969及 1985 年派軍用船穿越西北航道，两次都因没有得到加拿大的许可而惹來不滿。  為表抗議，加拿大政府在1970年颁布《北极水域污染防治法》，该法案主张加拿大对100-海里（190-）区域擁有主權。美国在 1970 年表示“我们不能接受加拿大声称北极水域是加拿大領海的说法。 . . .这种接受将危及美国海军在世界范围内活动必要的航行自由。” 1988 年雙方達成“北极合作”协议，承诺美国破冰船的航行“将在加拿大政府同意的情况下进行”。然而，该协议并未改变任何一个国家的基本法律立场。
此外，在埃尔斯米尔岛和格陵兰之间的肯尼迪海峡，无人居住的汉斯岛及周边海域的主权与丹麦存在争议。
与北极理事会的其他国家、加拿大、瑞典、冰岛、挪威、芬兰、丹麦和俄罗斯一起，极北地区的海洋边界将在各国在2012年完成提交后确定。俄罗斯根据俄罗斯的立场提出了广泛的主张，即所有作为罗蒙诺索夫海脊延伸的东西都应分配给俄罗斯。  他们的意见在 2001 年联合国首次提交时被拒绝。 这些地区代表了地球上一些最极端的环境，但有希望在假设的商业上可行的石油和天然气矿床。
2019 年 6 月，美国国务院发言人摩根·奥塔格斯 (Morgan Ortagus)表示，美国“认为加拿大声称西北航道水域是加拿大内水的说法不符合国际法。” 
加拿大和丹麥亦曾經因漢斯島領土歸屬問題而引發領土爭端，2022年6月11日隨著雙方同意將島的主權劃分一半，主權紛爭因而告終。